# Todd Richards
Todd Michael Richards, född 20 oktober 1966, är en amerikansk ishockeytränare och före detta professionell ishockeyback.

## Spelare
Richards spelade i två säsonger i den nordamerikanska ishockeyligan National Hockey League (NHL), där han spelade för Hartford Whalers. Han producerade fyra poäng (noll mål och fyra assists) samt drog på sig fyra utvisningsminuter på åtta grundspelsmatcher. Richards spelade också för Canadiens de Sherbrooke, Fredericton Canadiens och Springfield Indians i American Hockey League (AHL); Genève-Servette Hockey Club i Nationalliga B (NLB); Las Vegas Thunder och Orlando Solar Bears i International Hockey League (IHL) samt Minnesota Golden Gophers i National Collegiate Athletic Association (NCAA).
Han draftades av Washington Capitals i nionde rundan i 1988 års draft som 169:e spelaren totalt.

### Statistik
| 1984–1985   | Robbinsdale Armstrong Falcons |             | 24  | 10 | 23  | 33  | 24  | —   | —  | —  | —  | —  |
| 1985–1986   | Minnesota Golden Gophers      | NCAA        | 38  | 6  | 23  | 29  | 38  | —   | —  | —  | —  | —  |
| 1986–1987   | Minnesota Golden Gophers      | NCAA        | 49  | 8  | 43  | 51  | 70  | —   | —  | —  | —  | —  |
| 1987–1988   | Minnesota Golden Gophers      | NCAA        | 34  | 10 | 30  | 40  | 26  | —   | —  | —  | —  | —  |
| 1988–1989   | Minnesota Golden Gophers      | NCAA        | 46  | 6  | 23  | 38  | 60  | —   | —  | —  | —  | —  |
| 1989–1990   | Canadiens de Sherbrooke       | AHL         | 71  | 6  | 18  | 24  | 73  | 5   | 1  | 2  | 3  | 6  |
| 1990–1991   | Hartford Whalers              | NHL         | 2   | 0  | 4   | 4   | 2   | 6   | 0  | 0  | 0  | 2  |
|             | Fredericton Canadiens         | AHL         | 3   | 0  | 1   | 1   | 2   | —   | —  | —  | —  | —  |
|             | Springfield Indians           | AHL         | 71  | 10 | 41  | 51  | 62  | 14  | 2  | 8  | 10 | 2  |
| 1991–1992   | Hartford Whalers              | NHL         | 6   | 0  | 0   | 0   | 2   | 5   | 0  | 3  | 3  | 4  |
|             | Springfield Indians           | AHL         | 43  | 6  | 23  | 29  | 33  | 8   | 0  | 3  | 3  | 2  |
| 1992–1993   | Springfield Indians           | AHL         | 78  | 13 | 42  | 55  | 53  | 9   | 1  | 5  | 6  | 2  |
| 1993–1994   | Las Vegas Thunder             | IHL         | 80  | 11 | 35  | 46  | 122 | 5   | 1  | 4  | 5  | 18 |
| 1994–1995   | Las Vegas Thunder             | IHL         | 80  | 12 | 49  | 61  | 130 | 9   | 1  | 2  | 3  | 6  |
| 1995–1996   | Orlando Solar Bears           | IHL         | 81  | 19 | 54  | 73  | 59  | 23  | 4  | 9  | 13 | 8  |
| 1996–1997   | Orlando Solar Bears           | IHL         | 82  | 9  | 36  | 45  | 134 | 10  | 0  | 1  | 1  | 4  |
| 1997–1998   | Orlando Solar Bears           | IHL         | 75  | 6  | 37  | 43  | 68  | 17  | 3  | 8  | 11 | 13 |
| 1998–1999   | Orlando Solar Bears           | IHL         | 67  | 11 | 26  | 37  | 61  | 16  | 3  | 7  | 10 | 14 |
| 1999–2000   | Orlando Solar Bears           | IHL         | 43  | 7  | 18  | 25  | 26  | 6   | 0  | 5  | 5  | 4  |
| 2000–2001   | Orlando Solar Bears           | IHL         | 75  | 9  | 28  | 37  | 60  | 16  | 2  | 11 | 13 | 8  |
| 2001–2002   | Genève-Servette Hockey Club   | NLB         | 34  | 11 | 26  | 37  | 18  | 13  | 3  | 13 | 16 | 10 |
| NHL totalt  | NHL totalt                    | NHL totalt  | 8   | 0  | 4   | 4   | 4   | 11  | 0  | 3  | 3  | 6  |
| AHL totalt  | AHL totalt                    | AHL totalt  | 266 | 35 | 125 | 160 | 223 | 36  | 4  | 18 | 22 | 12 |
| IHL totalt  | IHL totalt                    | IHL totalt  | 583 | 84 | 283 | 367 | 660 | 102 | 14 | 47 | 61 | 75 |
| NCAA totalt | NCAA totalt                   | NCAA totalt | 113 | 35 | 82  | 117 | 294 | —   | —  | —  | —  | —  |

## Tränare
Efter den aktiva spelarkarriären har han varit tränare för Minnesota Wild och Columbus Blue Jackets i NHL och varit assisterande tränare för bland andra San Jose Sharks, Columbus Blue Jackets och Tampa Bay Lightning. Richards och Lightning vann Stanley Cup säsongen 2019–2020. Den 23 oktober 2020 blev han assisterande tränare för Nashville Predators.
Richards har även varit delaktig i det amerikanska herrlandslaget för turneringarna världsmästerskapet i ishockey för herrar 2010 (assisterande), olympiska vinterspelen 2014 (assisterande), världsmästerskapet i ishockey för herrar 2015 (tränare; bronsmedalj) och världsmästerskapet i ishockey för herrar 2016 (assisterande).

### Statistik
| Lag                   | Säsong    | Grundserie | Grundserie | Grundserie | Grundserie         | Grundserie | Grundserie         | Slutspel                   |  |
| Lag                   | Säsong    | Matcher    | Vinster    | Förluster  | Övertids förluster | Poäng      | Placering          | Resultat                   |  |
| --------------------- | --------- | ---------- | ---------- | ---------- | ------------------ | ---------- | ------------------ | -------------------------- |  |
| Minnesota Wild        | 2009–2010 | 82         | 38         | 36         | 8                  | 84         | 4:e i Northwest    | Missade slutspel           |  |
| Minnesota Wild        | 2010–2011 | 82         | 39         | 35         | 8                  | 86         | 3:e i Northwest    | Missade slutspel           |  |
| Columbus Blue Jackets | 2011–2012 | 41         | 18         | 21         | 2                  | (38)       | 5:e i Central      | Missade slutspel           |  |
| Columbus Blue Jackets | 2012–2013 | 48         | 24         | 17         | 7                  | 55         | 4:e i Central      | Missade slutspel           |  |
| Columbus Blue Jackets | 2013–2014 | 82         | 43         | 32         | 7                  | 93         | 4:e i Metropolitan | Förlorade i första rundan. |  |
| Columbus Blue Jackets | 2014–2015 | 82         | 42         | 34         | 5                  | 89         | 5:e i Metropolitan | Missade slutspel           |  |
| Columbus Blue Jackets | 2015–2016 | 7          | 0          | 7          | 0                  | 0          | (sparkad)          | (sparkad)                  |  |
| Totalt                | Totalt    | 417        | 204        | 176        | 37                 | 445        |                    |                            |  |

## Personligt
Todd Richards är äldre bror till Travis Richards och far till Justin Richards, båda har spelat respektive spelar i NHL.